# Estación de Albacete-Los Llanos
Estación de Albacete-Los Llanos vasútállomás Spanyolországban, Albacete településen. Része a spanyol nagysebességű vasúthálózatnak.

## Vasútvonalak
Az állomást az alábbi vasútvonalak érintik:
- Madrid–Levante nagysebességű vasútvonal
- Madrid-Valencia-vasútvonal

## Kapcsolódó állomások
A vasútállomáshoz az alábbi állomások vannak a legközelebb:
- Estación de Villena Alta Velocidad